# Finale della Coppa delle nazioni africane 1959
La finale della Coppa delle nazioni africane 1959 si disputò il 29 maggio 1959 all'Prince Farouk Stadium di Il Cairo, tra le nazionali di Rep. Araba Unita (all'epoca nome dell'Egitto) e Sudan. La partita fu vinta per 2-1 dalla Rep. Araba Unita, che ottenne così il suo secondo trofeo nella massima competizione tra nazionali maschili africane. Non fu una finale a tutti gli effetti, in quanto la competizione prevedeva un girone all'italiana fra le tre nazionali partecipanti (oltre a Sudan e Rep. Araba Unita era infatti presente anche l'Etiopia), ma è a volte indicata impropriamente come "finale" perché fu l'ultima e decisiva partita per l'assegnazione del titolo.

## Le squadre
| Squadra          | Finali (o spareggi) disputate in precedenza (il grassetto indica la vittoria) |
| ---------------- | ----------------------------------------------------------------------------- |
| Rep. Araba Unita | 1 (1957)                                                                      |
| Sudan            | Nessuna                                                                       |

## Cammino verso la finale

### Tabella riassuntiva del percorso
| Rep. Araba Unita | Rep. Araba Unita | Turno       | Sudan      | Sudan     |
| ---------------- | ---------------- | ----------- | ---------- | --------- |
| Avversario       | Risultato        |             | Avversario | Risultato |
| Etiopia          | 4-0              | Fase finale | Etiopia    | 1-0       |

### Classifica prima della partita
| Pos. | Squadra          | Pt | G | V | N | P | GF | GS | DR |
| ---- | ---------------- | -- | - | - | - | - | -- | -- | -- |
| 1.   | Rep. Araba Unita | 2  | 1 | 1 | 0 | 0 | 4  | 0  | +4 |
| 2.   | Sudan            | 2  | 1 | 1 | 0 | 0 | 1  | 0  | +1 |
| 3.   | Etiopia          | 0  | 2 | 0 | 0 | 2 | 0  | 5  | -5 |

## Tabellino
| Arbitro: | Živko Bajić |

|                |           |            |
| Baheeg 12’ 89’ | Marcatori | 65’ Manzul |

| Repubblica Araba Unita | Sudan |

| Rep. Araba Unita |                    |
|                  |                    |
| P                | Adel Hekal         |
| D                | Tarek Selim        |
| D                | Yaken Hussein      |
| D                | Rifaat El-Fanagily |
| D                | Taha Ismail        |
| C                | Mimi El-Sherbini   |
| C                | Mahmoud El-Gohary  |
| C                | Sherif El-Far      |
| C                | Saleh Selim        |
| A                | Essam Baheeg       |
| A                | Alaa El-Hamouly    |
| CT:              |                    |
| Pál Titkos       |                    |

| Sudan      |                                         |
|            |                                         |
| P          | Samir Mohammed Ali                      |
| D          | Ahmed Mutawakil Mohammed El-Bashir      |
| D          | Hassan Mohammed Al-Abd                  |
| D          | Ibrahim Mohammed Ali 'Ibrahim El-Kabir' |
| D          | Abbas Al-Hedi Syam                      |
| C          | Suleiman Difalla Al-Mahina              |
| C          | Mahmoud Abd Zoubeir                     |
| C          | Boraî Bashir                            |
| C          | Mutalib Abdel-Nasser 'Drissa'           |
| A          | Siddiq Manzul                           |
| A          | Abdullah Wahaga                         |
| CT:        |                                         |
| Josef Hada |                                         |

### Classifica finale
| Pos. | Squadra          | Pt | G | V | N | P | GF | GS | DR |
| ---- | ---------------- | -- | - | - | - | - | -- | -- | -- |
| 1.   | Rep. Araba Unita | 4  | 2 | 2 | 0 | 0 | 6  | 1  | +5 |
| 2.   | Sudan            | 2  | 2 | 1 | 0 | 1 | 2  | 2  | 0  |
| 3.   | Etiopia          | 0  | 2 | 0 | 0 | 2 | 0  | 5  | -5 |